# Épouse-moi mon pote
Pour plus de détails, voir Fiche technique et Distribution.
Épouse-moi mon pote est une comédie française réalisée par Tarek Boudali, sortie en 2017.
Il s'agit du premier long métrage de Tarek Boudali.

## Synopsis
Yacine quitte son Maroc natal pour aller étudier l'architecture à Paris. Élève studieux, il ne se présente pourtant pas à son examen après une soirée trop arrosée. Désormais en situation irrégulière sur le sol français, Yacine vit de petits boulots non déclarés sur des chantiers de BTP. Il sauve cependant les apparences en faisant croire à sa famille, restée au pays, qu'il travaille comme architecte sur un gros projet.
Pour légaliser sa situation, il décide de se marier avec son meilleur ami et voisin, Fred. Ce dernier accepte, au grand désespoir de sa petite amie, Lisa, qui rêve de l'épouser malgré sa fainéantise et le fait qu'il soit au chômage. Après leur mariage, Fred et Yacine vont devoir trouver de nombreux stratagèmes pour M. Dussart, un inspecteur tenace voulant vérifier qu'il ne s'agit pas d'un mariage blanc.
L'histoire se complique encore plus quand Ima, la mère de Yacine, débarque en France quand elle apprend par inadvertance le mariage de son fils avec une certaine Frédérique. Yacine fait alors passer Lisa pour sa femme auprès d'Ima. Parallèlement, Yacine est embauché par son ancien camarade Stan qui dirige une entreprise d'architecture de high standing. Il se retrouve obligé de travailler avec Claire, son premier amour en France, à qui il a brisé le cœur en ne venant pas à la soirée de fin d'étude à cause d'un accident.
Au fur et à mesure, Yacine enchaine les mensonges pour éviter que tout dérape. Ima organise le mariage de son fils avec Frédérique (Lisa), Daoud, véritable homosexuel, tombe amoureux de Fred, Yacine se rapproche de Claire pendant le travail sur un projet et Yacine et Fred doivent se préparer pour la soirée dansante afin de crédibiliser leur couple pour M. Dussart. Mais les situations vont progressivement déraper et Yacine décidera de tout sacrifier pour dire la vérité en public par amour pour Claire. Il se retrouve ainsi interpellé devant Claire après la soirée dansante avec Fred. Quelque temps plus tard, Claire retrouve Yacine au Maroc. Tous deux se marient et vont lancer leur propre cabinet d'architecture. Le nouveau couple se retrouvera sous la surveillance d'un inspecteur marocain très tenace, ce qui ne les inquiétera pas cette fois-ci.

## Fiche technique
- Titre original : Épouse-moi mon pote
- Titre de travail : Mariage (blanc) pour tous
- Réalisation : Tarek Boudali
- Scénario : Tarek Boudali, Nadia Lakhdar, avec la participation de Khaled Amara et Pierre Dudan
- Photographie : Antoine Marteau
- Décoration : Samuel Teisseire
- Costumes : Aurore Pierre
- Son : Arnaud Lavaleix
- Montage : Antoine Vareille
- Musique : Maxime Desprez et Michael Tordjman
- Production : Christophe Cervoni, Marc Fiszman
- Sociétés de production : Axel Productions, M6 Films et Studiocanal
- Société de distribution : Studiocanal (France)
- Pays de production :  France
- Genre : comédie
- Durée : 92 minutes
- Dates de sortie :
  - France : 24 août 2017 (avant-première) ; 25 octobre 2017 (sortie nationale)

## Distribution
- Tarek Boudali : Yacine
- Philippe Lacheau : Fred
- Charlotte Gabris : Lisa
- Andy Raconte : Claire
- David Marsais : Stan
- Julien Arruti : l'aveugle
- Baya Belal : Ima, la mère de Yacine
- Zinedine Soualem : le père de Yacine
- Philippe Duquesne : agent Dussart
- Doudou Masta : Daoud
- Yves Pignot : le maire
- Nassim Lyes : le DJ
- Ramzy Bedia : un qatari
- Ricky Tribord : un gay
- Sissi Duparc : agent préfectoral
- Nadia Kounda : Sana, la sœur de Yacine
- Camille Lou : la copine qui voulait 15 000 € pour épouser Yacine
- Manuela Gourary : la voisine Jacqueline
- Caroline Anglade et Mylène Jampanoï : les copines lesbiennes de Yacine
- Fatsah Bouyahmed : L'inspecteur marocain
- Roland Menou : le patron de la boîte gay

## Production
Avec Épouse-moi mon pote, initialement intitulé Mariage (blanc) pour tous, Tarek Boudali tourne son premier film en tant que réalisateur. Au casting il nomme ses acolytes Philippe Lacheau et Julien Arruti (équipe du film Babysitting).
La vidéaste Andy Raconte y fait ses premiers pas au cinéma, tout comme Charlie Vincent (participante à l'émission de télévision de téléréalité Koh-Lanta) ou encore le disc jockey et producteur Manuel Blanch.
Le tournage débute en juillet 2016 en Île-de-France. La scène dans laquelle Fred et Yassine sautent d'un pont a été tournée sur le pont de Chennevières-sur-Marne. La scène du mariage civil a été tournée dans la mairie de Boulogne-Billancourt (Hauts-de-Seine).

## Accueil

### Critique
Sur Allociné, le film obtient une note de 3,2/5 de la part des spectateurs et de 2,2/5 de la part de la presse.

#### Critiques négatives
Lors de sa sortie, le film a été vivement critiqué sur les réseaux sociaux et par la critique, l'accusant de véhiculer des stéréotypes homophobes, voire de promouvoir l'homophobie. Dans Le Parisien, on peut notamment lire « en dépit de quelques situations amusantes, le film tombe parfois dans la vulgarité et ne brille pas par son habileté à épouser la cause homosexuelle ». Plusieurs autres critiques parlent également d'homophobie et de stéréotypes embarrassants à propos du film. Le Nouvel Observateur évoque des « clichés éculés », et un récit où « l'homosexualité est clairement perçue ici comme une nébuleuse à part, antithétique de celui du monde hétéro, avec laquelle il s'agit au mieux de composer, mais dont les sujets sont paradoxalement capables de s'implanter partout, se glissant sous chaque slip ou derrière chaque visage ». Pour l'hebdomadaire, le film « véhicule ainsi l'idée que l'homosexualité s'implante par la pratique (en jouant au gay, on peut le devenir !) et se développe par capillarité ». Libération parle d'une comédie « désolante », « bête, méchante, homophobe, sexiste ». Le Monde parle d'un film de « l’ère Cyril Hanouna », « vulgaire et laid », « homophobe et misogyne ». 20 minutes évoque lui aussi une représentation des homosexuels qui n’évite pas « les clichés ». Interrogé par le journal à propos du film, Didier Roth-Bettoni, auteur de l'essai L’Homosexualité au cinéma, déclare : « On en revient toujours à la caricature de l’homosexuel efféminé et obsédé sexuel. On peut rire de beaucoup de choses… quand c’est drôle ! Quand c’est simplement de la paresse intellectuelle et des clichés identiques à ceux d’il y a quarante ans, ce n’est pas amusant ». 
En revanche, Télérama écrit que le film ne se moque pas des homosexuels mais des clichés que peuvent avoir certains hétérosexuels sur les gays.

#### Critiques positives
Certaines critiques sont cependant positives, à l'instar de celle parue dans Closer : « Une nouvelle fois réunie sous la direction de Tarek Boudali, la bande à Fifi signe une comédie efficace » tout en regrettant « un peu l'abus sur les clichés homo ». Pour Public, il s'agit de « la meilleure comédie de cette fin d'année ». Jean Serroy du Dauphiné libéré écrit quant à lui « sur un thème sérieux, une joyeuse et grosse rigolade, à prendre comme telle, sans en demander plus, mais en ne s’en amusant pas moins ». Dans L'Express, Christophe Carrière écrit qu'« on voit d'ici les ressorts de la comédie, mélange de Green Card et de La Cage aux folles. Rien de bien nouveau donc, mais assez plaisant car très bon esprit, avec un message évidemment positif, contrebalancé par de bonnes vannes politiquement incorrectes ».

### Box-office
| Pays ou région | Box-office        | Date d'arrêt du box-office | Nombre de semaines |
| -------------- | ----------------- | -------------------------- | ------------------ |
| France         | 2 467 154 entrées | 26 décembre 2017           | 9                  |